# Gustine (Kalifornija)
Gustine je grad u američkoj saveznoj državi Kalifornija. Prema popisu stanovništva iz 2010. u njemu je živjelo 5.520 stanovnika.